# Société de saint François Xavier pour les missions étrangères
La Société de saint François Xavier pour les missions étrangères (en latin Pia Societas Sancti Francisci Xaverii pro exteris missionibus), dite aussi communément Société des Missions étrangères de Parme, constitue une congrégation cléricale italienne de droit pontifical. Fondée en 1895, elle est entièrement consacrée au travail en pays de mission. Ses membres s'appellent Missionnaires xavériens.

## Historique
Dans sa jeunesse, Guy Marie Conforti (1865-1931) essaye sans succès d'entrer chez les jésuites ou les salésiens et après son ordination sacerdotale (1888) demande en vain à son évêque d'être envoyé en pays de mission. Pour réaliser sa vocation missionnaire, il pense commencer une nouvelle congrégation.
Le 9 mars 1894, Conforti écrit au cardinal Mieczysław Ledóchowski, préfet de la congrégation pour la propagation de la foi pour lui présenter le projet de fonder un séminaire pour la formation du clergé missionnaire. Le 1er novembre 1895, Mgr Francesco Magani (it), évêque de Parme, signe le décret d'érection du séminaire des missions étrangères et le 3 décembre 1898, fête de saint François Xavier, il approuve la congrégation sous le nom d'institut de saint François Xavier pour les missions étrangères.
Le 4 mars 1899, trois ans et demi après l'ouverture du séminaire, les deux premiers missionnaires xavériens (le prêtre Caio Rastelli et le sous-diacre Edouard Manini) sont envoyés en Chine dans le Shanxi où opèrent déjà les frères mineurs capucins.
En 1903, Conforti, ancien vicaire général de Parme, prend possession de l'archevêché de Ravenne et doit abandonner la direction de son institut, il confie au stigmatin Melchiade Vivari la préparation de statuts plus complets afin d'obtenir l'approbation pontificale mais en 1904, il quitte l'archidiocèse de Ravenne pour raison de santé et retourne à Parme.
L' institut reçoit le décret de louange de la propagation de la foi le 5 mars 1906 et est finalement approuvé par Benoît XV le 6 janvier 1921, la dernière version des constitutions est le résultat du chapitre général de 1983.

## Activités et diffusion
Les missionnaires xavériens ont comme fin unique et exclusive les missions à travers le monde.
Ils sont présents en :
- Europe : Italie, France, Espagne, Royaume-Uni.
- Afrique : Burundi, Cameroun, République démocratique du Congo, Mozambique, Sierra Leone, Tchad.
- Amérique : Brésil, Colombie, États-Unis, Mexique.
- Asie : Bangladesh, Chine, Indonésie, Japon, Philippines, Taiwan.

La maison-mère est à Parme et la maison généralice est à Rome.
À la fin 2016, les missionnaires xavériens comptaient 816 membres dont 660 prêtres, 36 frères et 121 étudiants.

## Source
- (it) Cet article est partiellement ou en totalité issu de l’article de Wikipédia en italien intitulé « Pia società di San Francesco Saverio per le missioni estere » (voir la liste des auteurs).